# Kathleen A. Kavalec

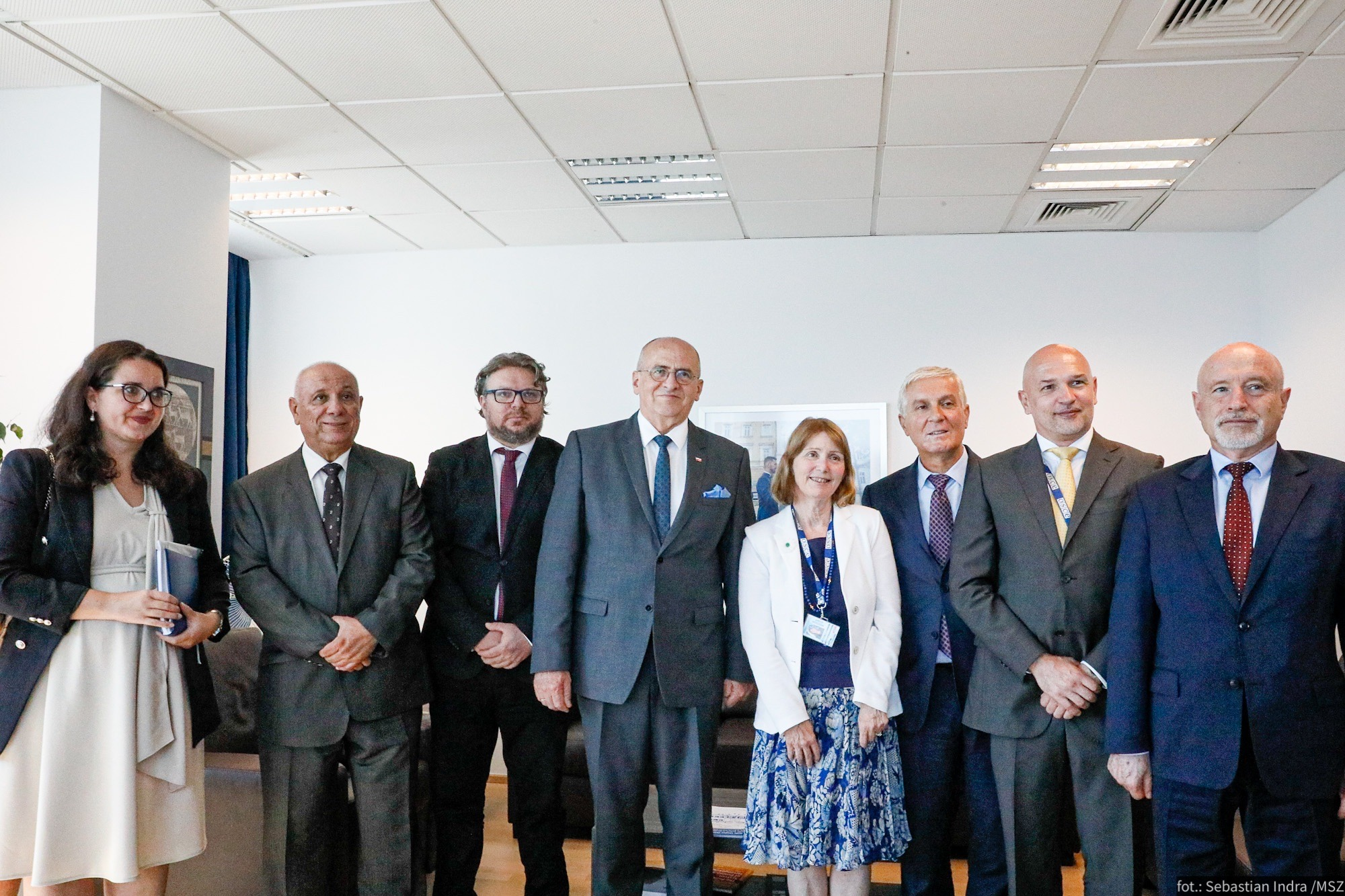
Kathleen Kavalec (centru)

Kathleen Ann Kavalec (n.  ?, California, SUA) este o diplomată americană care din 16 decembrie 2022 până în 20 mai 2025 a fost ambasadoarea Statelor Unite ale Americii în România. Anterior ea a fost nominalizată de președintele Donald Trump pentru a fi ambasadoare în Albania și a fost secretar adjunct în Biroul pentru afaceri europene și eurasiatice al Departamentului de Stat al SUA.

## Educație
Kavalec este licențiată în științe politice a Universității Berkeley din California și are o diplomă de master în politică externă de la Universitatea Georgetown din Washington, DC.

## Carieră
Kavalec este membră în Serviciului Extern Superior din serviciul diplomatic american, cu rang de Ministru-Consilier. În 2019 ea a fost șefă de misiune pentru Organizația pentru Securitate și Cooperare în Europa (OSCE) în Bosnia și Herțegovina. Anterior, ea a ocupat funcția de secretar adjunct în Biroul pentru afaceri europene și eurasiatice al Departamentului de Stat. Kavalec a fost, de asemenea, director al Oficiului pentru Afaceri Ruse și adjunct al șefului de misiune al Misiunii SUA la UNESCO la Paris, Franța. Kavalec a fost responsabilă de supravegherea programelor majore de asistență externă a SUA în calitate de coordonator adjunct pentru asistență în Biroul European și ca director pentru prevenirea conflictelor în Biroul Coordonatorului pentru Reconstrucție și Stabilizare. Kavalec a lucrat la nivel internațional în București, România; Kiev, Ucraina și Moscova, Rusia. Pe plan intern, ea a lucrat ca ofițer de management legislativ în Biroul pentru afaceri legislative în cadrul Departamentului de Stat și a fost, de asemenea, director al unității economice în Biroul Coordonatorului pentru Asistență pentru Noile State Independente.

### Nominalizarea ca Ambasadoare a Albaniei
Pe 3 iulie 2018, președintele Trump a nominalizat-o pe Kavalec să fie următoarea ambasadoare în Albania. Nominalizarea ei a expirat la sfârșitul anului și, în cele din urmă, s-a reîntors la Trump.

### Nominalizarea ca ambasadoare în România
Pe 3 iunie 2022, președintele Joe Biden a nominalizat-o pe Kavalec pentru a fi ambasadoare în România. Audierile privind nominalizarea ei au avut loc în fața Comisiei de Relații Externe a Senatului american pe 29 noiembrie 2022. Comitetul a raportat favorabil nominalizarea pe 7 decembrie 2022. Pe 15 decembrie 2022, numirea ei a fost confirmată de plenul Senatului Statelor Unite. Pe 20 mai 2025, Kathleen Kavalec s-a retras.

## Premii și recunoașteri
Kavalec a câștigat numeroase premii ale Departamentului de Stat, precum și Premiul pentru rangul prezidențial acordat de Guvernul american.
Președintele României Klaus Iohannis a semnat vineri, 29 noiembrie 2024, decretul de decorare a ambasadoarei  Statelor Unite ale Americii la București, Kathleen Ann Kavalec, cu Ordinul Național „Steaua României” în grad de Mare Cruce. În semn de înaltă apreciere pentru contribuția excepțională avută la dezvoltarea Parteneriatului Strategic dintre România și Statele Unite ale Americii.

## Viața personală
Kavalec este din California, este căsătorită și are trei copii. Vorbește română, spaniolă, portugheză, franceză și rusă.